# (I Wish I Knew How It Would Feel to Be) Free / One
«(I Wish I Knew How It Would Feel to Be) Free / One» es un sencillo del grupo Lighthouse Family publicado como el primero del tercer álbum Whatever Gets You Through the Day. La canción fue compuesta principalmente por Billy Taylor con letras de Dick Dallas siendo más conocida la versión interpretada por Nina Simone en 1967 para el programa de la BBC: Film Night. Esta versión más actual está producida por Kevin Bacon y Johnatan Quarmby.

## Listado de pistas y formatos
| #            | Título                                                                         | Duración |
| ------------ | ------------------------------------------------------------------------------ | -------- |
| UK CD single |                                                                                |          |
| 1.           | "(I Wish I Knew How It Would Feel to Be) Free / One" (single version)          | 4:26     |
| 2.           | "You're a Star"                                                                | 4:35     |
| 3.           | "(I Wish I Knew How It Would Feel to Be) Free / One" (Phats & Small vocal mix) | 7:34     |
| 4.           | "(I Wish I Knew How It Would Feel to Be) Free / One)" (music video)            |          |

## Listas
(I Wish I Knew How It Would Feel to Be) Free / One alcanzó el puesto seis en las listas del Reino Unido y permaneció nueve semanas desde noviembre de 2001. En Austria alcanzó el catorce durante trece semanas, en Holanda fue puesto 85 durante ocho y en Suiza el vigesimosexto puesto durante ocho semanas en este primer país y catorce en Suiza.
| Listas (2001/2002)                    | Posiciones |
| ------------------------------------- | ---------- |
| Austria (Ö3 Austria Top 40)           | 14         |
| Bélgica (Flandes) (Ultratop 50)       | 12         |
| Países Bajos (Mega Single Top 100)    | 85         |
| Hungría (Rádiós Top 40)               | 9          |
| Suiza (Schweizer Hitparade)           | 26         |
| Reino Unido (Official Charts Company) | 6          |